# Tregra
Tregra (niem. traeger < tragen - 'nosić') – metalowe, lub grube drewniane, konstrukcyjne belki do budowy poziomego szkieletu, np. stosowane do konstrukcji stropu, płaskiego dachu, lub najniżej leżące poziomo belki konstrukcji drewnianego mostu. Tregier to także dodatkowe, nieseryjne wzmocnienie karoserii samochodu (montowane w egzemplarzach mających tendencję do nadmiernej "pracy" karoserii. Także belka tworząca wraz z blokiem rodzaj najprostszego dźwigu.